# Midrand
Midrand – miasto, zamieszkane przez 87 387 ludzi (2011), w Republice Południowej Afryki, w prowincji Gauteng.

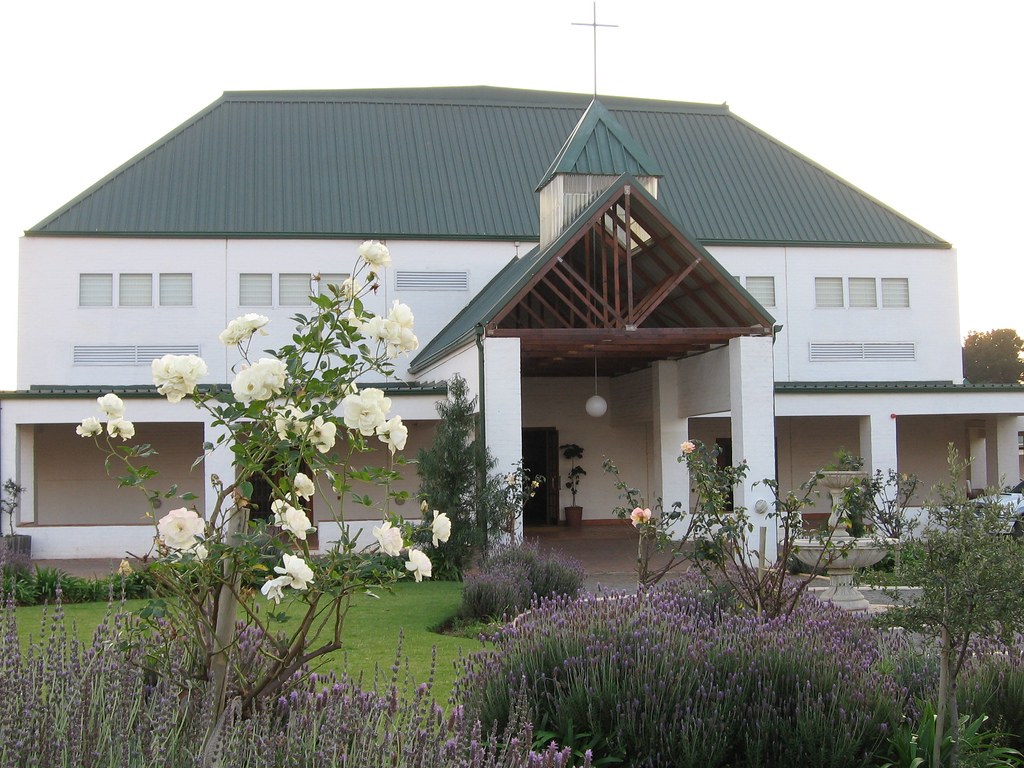
Kościół w Midrand

Midrand należy do administracyjnych granic Johannesburga. Powstało w 1981, a w 1998 zostało włączone do Johannesburga. Nazwa Midrand obecna jest nadal jedynie w użyciu potocznym, nie jest już ono bowiem administracyjnie samodzielne.